# جمزو
جمزو قرية فلسطينية، عرفت في العهد الروماني باسم جمزا، تقع إلى الشرق من مدينة اللد وتبعد عنها 4 كم وإلى الشرق من الرملة على بعد 6.5 كم وترتفع 164م عن سطح البحر وتبلغ مساحة أراضيها 9681 دونماً منها 221 دونما للطرق والاودية ولا يملك اليهود منها شيئا. يحيط بها أراضي خربة زكريا وخربة القبيبة ودير أبو سلامة والضهيرية ودانيال وعنابة وخروبة ومدينة اللد. قدر عدد سكانها عام 1922 (898) نسمة وفي عام 1945 (1510) نسمة وكان معظمهم يعملون في الزراعة وتربية المواشي، وتحتوي القرية على بئر وصهاريج. قامت المنظمات الصهيونية المسلحة بهدم القرية وتشريد أهلها البالغ عددهم عام 48 (1752) نسمة وكان ذلك في 10-7-1948 ويبلغ مجموع اللاجئين من هذه القرية في عام 1998 حوالي 10757 نسمة وأقام الصهاينة على بقعتها مستعمرة «جمزو» عام 1950.

## جمزو قبل سنة 1948
كانت القرية تقع في بقعة مرتفعة ارتفاعاً خفيفاً عن الأرض المحيطة بها. وكانت طريق فرعية تصلها باللد، وطريق فرعية أُخرى تؤدي إلى قرية خربة الضهيرية المجاورة. وقد عُدت جمزو قائمة في موقع بلدة جمزو التي كانت في منطقة عربية القديمة، والمذكورة في العهد القديم من الكتاب المقدس (أخبار الأيام الثاني 28). ولا ذكر لجمزو أيام الرومان إلا في المصادر التلمودية. في سنة 1596، كانت جمزو قرية في ناحية الرملة (لواء غزة)، وعدد سكانها 154 نسمة. وكانت تؤدي الضرائب على عدد من الغلال كالقمح والشعير والفاكهة، بالإضافة إلى عناصر أُخرى من الإنتاج كالماعز وخلايا النحل.
في سنة 1838، زار إدوارد روبنسون القرية ووصفها بأنها أقرب إلى أن تكون كبيرة. وفي وصف آخر يعود إلى أواخر القرن التاسع عشر، كانت جمزو قرية مبنية بالطوب على سفح تل منخفض، ومحاطة بسياج من الصبّار وشجر الزيتون. كانت منازل القرية مبنية بالحجارة والطين. وكان لسكان جمزو، ومعظمهم من المسلمين، مسجد ومدرسة ابتدائية، أُنشات في سنة 1920 وبلغ عدد تلامذتها 175 تلميذاً في أواسط الأربعينات. وكان سكان القرية، في أكثريتهم، يعملون في الزراعة وتربية المواشي، ويستنبتون الحبوب والفاكهة بصورة أساسية. في 1944/1945، كان ما مجموعه 77 دونماً مخصصاً للحمضيات والموز، 5577 دونماً للحبوب، و1605 دونمات مروية أو مستخدمة للبساتين؛ منها 1400 دونم حصة الزيتون. وكان في القرية دلائل مادية وفيرة على قدم تاريخها.

## احتلالها وتهجير سكانها
تذكر مصادر عدة أن لواء يفتاح احتل جمزو في 10 تموز/يوليو 1948، في إطار عملية داني. ويقول الكاتب المصري محمد عبد المنعم إن وحدات المشاة الإسرائيلية، التي دخلت اللد في 11 تموز/يوليو، جاءت من جهة جمزو. وقالت صحيفة ((نيويورك تايمز)) أن احتلال جمزو، وبضع قرى أخرى سواها، بد أنه عملية تطويق للاستيلاء على الرملة. وقد هُجّر سكان كثير من قرى المنطقة في أثناء العملية، التي ابتدات في صباح اليوم التاسع من شهر تموز عام 1948م، حيث تقدمت قوة من لواء «يفتاح» الصهيوني، وانقسمت إلى قسمين: أحدهما توجه نحو الجنوب واحتل قرية «عنابة» ثم احتلت قرية «جمزو» بعد ذلك بقليل، وطردوا أهلها، وكان القتلة يطلقون النار عليهم وهم هاربون، فاستشهد منهم " 10" أشخاص، وفيما يلي أسماء تسعة منهم: 1- حامد عبد النبي الفار. 2- ذياب عبد الحفيظ الشايب. 3- حسن عبد الرحيم الحبش. 4- عبد الله يحيى عبد القادر. 5- عارف حسن الزق. 6- عبد الرحمن أحمد خليل.7- صبحية أحمد الدبشة. 8- عايشة عبد الرحمن محمد. 9- نزيرة أحمد خليل الدبشة
بعد مرور شهرين (في 13 أيلول/سبتمبر) سمّى رئيس الحكومة الإسرائيلية، دافيد بن- غوريون، جمزو في جملة أربع عشرة قرية مدرجة في لائحة التدمير الجزئي. ولا يذكر المؤرخ الإسرائيلي، بيني موريس، هل نُفّذ هذا الأمر أم لا.

## معرض صور

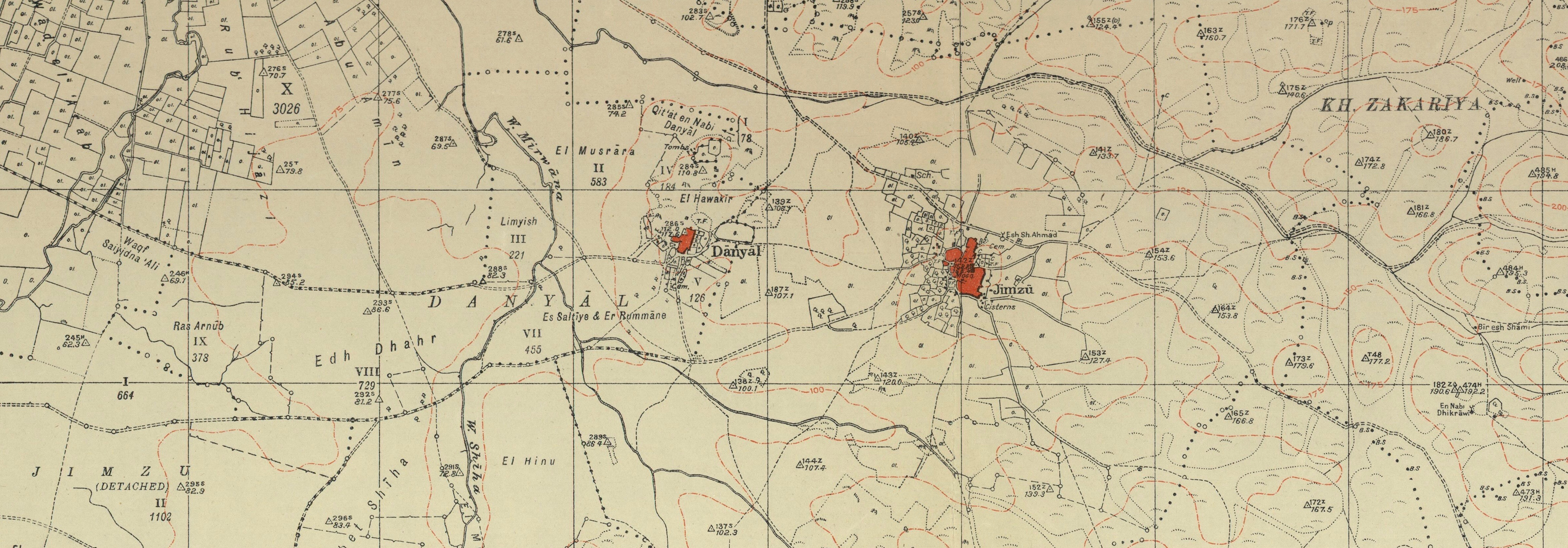
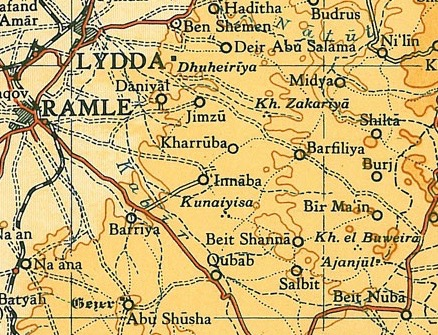
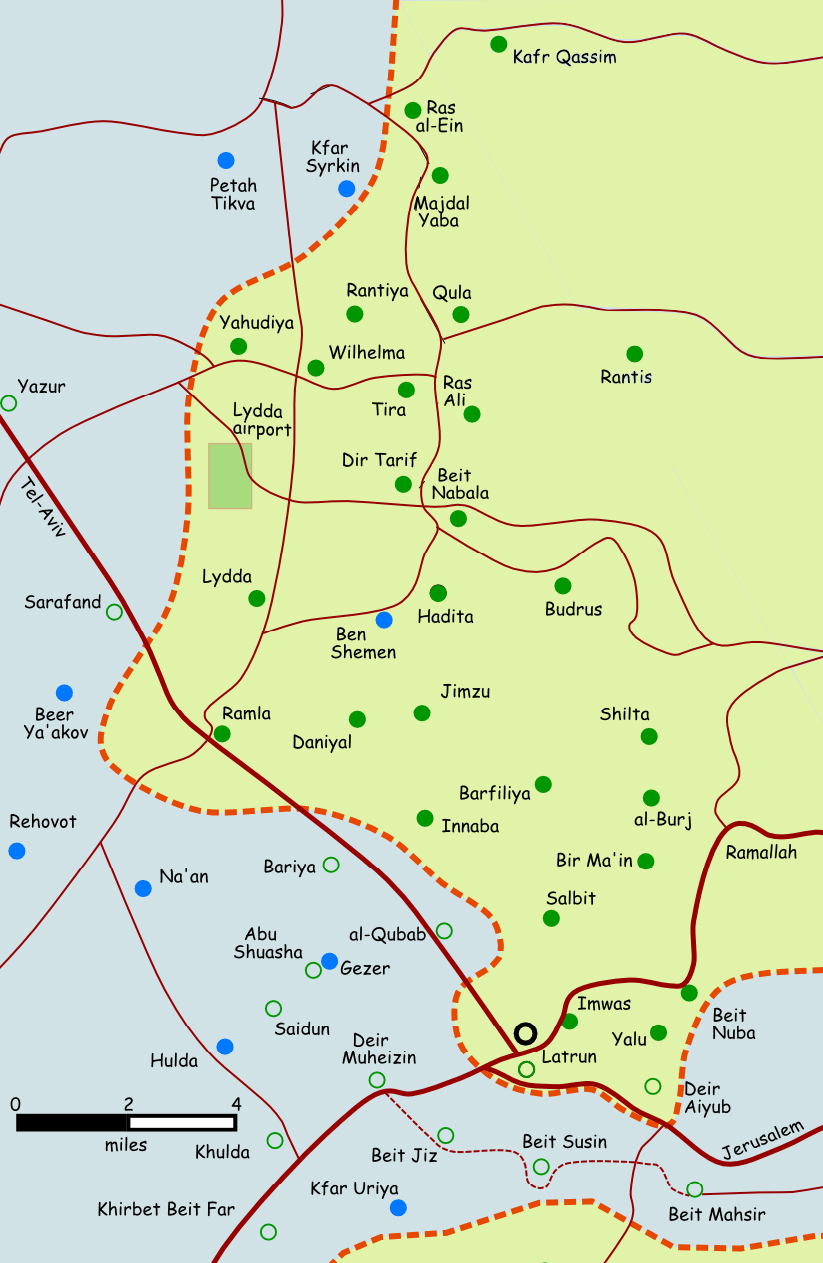